# Любов проти гомосексуалізму
Любов проти гомосексуалізму — релігійна та громадська організація в Україні, рух, який позиціонує себе як такий, що за гетеросексуальність і проти «пропаганди ЛГБТ». Засновником руху є журналіст та громадський діяч Руслан Кухарчук. В ЗМІ та дослідниками-соціологами, рух критикується у поширенні гомофобної пропаганди.

## Про рух
Керівники руху заявляють, що людство стоїть на порозі тоталітарного режиму ЛГБТ-спільнот, а гетеросексуали піддаються дискримінації. Гомосексуальність учасники руху називають «паразитом», що існує за рахунок гетеросексуальних сімей.
Рух вважає, що: «гомосексуалізм ненавидить сім'ю. Гомосексуалізм і сім'я — це поняття-антоніми, тому геї і лесбійки домагаються всюди легалізації одностатевих шлюбів, щоб дискредитувати поняття сім'ї». Рух пропагує «право на свободу віросповідання, свободу слова, жити й розвиватися у щасливій гетеросексуальній родині» і закликає «заборонити під загрозою законного покарання діяльність осіб, що пропагують чи захищають одностатеві сексуальні стосунки». Разом з тим заявляється, що для руху є «категорично неприйнятна фізична агресія до сексменшин, оскільки учасники руху вважають, що ці люди „потребують допомоги та реабілітації“».

## Акції
З 2003 року рухом було проведено кілька публічних акцій, зокрема:
- 21 вересня 2003 — Київ. На Майдані Незалежності намагались запобігти проведенню «маршу рівності», називаючи його «гей-парадом». Учасники стояли з транспарантами «Гомосексуалізм = СНІД», «Гомосексуалізм — це гріх», «Геями не народжуються, ними стають», «Одностатевої любові не буває», «Україна — християнська країна», «Гомосексуальність — ворог сім'ї», учасники також роздавали агітаційні листівки[6].
- вересень 2004 — Київ. Учасники розташувалися в районі Європейської площі, роздаючи листівки руху[7].
- 18 вересня 2005 — Київ. Акція на Хрещатику, учасники роздавали листівки[8].
- 10 вересня 2006 — Київ. Акція проти узаконення одностатевих шлюбів, в акції брало участь 50 учасників[9].
- 15 вересня 2007 — Київ. Демонстрація і мітинг на Майдані незалежності[10].
- 20 вересня 2008 — Київ. Марш-карнавал «Свято людей з майбутнім»[11].
- 5 вересня 2009 — Ірпінь, «Фестиваль сім'ї.»[12].
- 19 вересня 2009 — Київ. «Сімейний карнавал»[13][14].
- червень 2010 — Львів. Марафон зі збору підписів «Стоп гомосексуалізму!» за введення в Україні кримінальної відповідальності за так звану «пропаганду одностатевих відносин»[15][16].
- 2 жовтня 2010 — Київ. Соціальний фестиваль «Всі разом!»[17].
- 24 травня 2011 — Черкаси. Акція «Любов проти гомосексуалізму»[18].
- 1 березня 2011 — Київ. Мітинг і флешмоб проти усиновлення дітей гомосексуалами[19].
- 20 травня 2012 — Київ. Соціальний фестиваль «Всі разом — за сім'ю»[20].
- 25 травня 2013 — Київ. Соціальний фестиваль «Всі разом — за сім'ю»[21].
- 2 липня 2013 — Київ. Акція «Ні — гомопропаганді в Україні!»[22].
- 2014 — зверталися до Президента Порошенка та мера Києва Кличка із закликом не допустити проведення Маршу рівності 2014 року, що планувався з 30 червня до 6 липня. Кличко закликав скасувати подію[23], організатори так і вчинили.
- 29 серпня 2015 — на сайті Президента було створено петицію з вимогою ухвалити закон про «заборону пропаганди гомосексуалізму» в Україні[24].
- 20 квітня 2016 — Київ. Вуличний захід «Не вирізайте сім'ю». Подія зібрала близько тисячі учасників з плакатами, транспарантами й афішами до урядового кварталу столиці[25].
- 18 червня 2017 — Київ. Акція проти проведення маршу рівності. Мітингувальники зібралися навпроти червоного корпусу національного університету, перекривши вулицю Володимирську[26].
- 4 квітня 2018 — Київ. Акція на захист сім'ї. Руслан Кухарчук, голова руху «Всі разом!» та співорганізатор події, озвучив вимоги: виключити з «Національної стратегії у сфері прав людини на період до 2020 року» легалізацію одностатевих партнерств; зберегти в Конституції статтю про шлюб як виключно союз чоловіка і жінки; виключити з Трудового кодексу терміни «сексуальна орієнтація» і «гендерна ідентичність» як «ідеологічні й антинаукові»; ухвалити закон про заборону пропаганди гомосексуалізму; забезпечити функціонування посади Урядового уповноваженого з питань сім'ї і призначити на неї авторитетну особу. З Кабміну вийшов уповноважений представник і прийняв ці письмові вимоги. Організатором вуличної маніфестації в урядовому кварталі Києва виступив альянс «Україна за сім'ю!». До події приєдналися також багато громадських організацій і віряни різних конфесій[27].
- У 2018 році з травня по вересень відбулися вуличні заходи у 60 населених пунктах України. Формати: хода, фестиваль, тематичне сценічне шоу. Мета спільна: захист і популяризація «сімейних цінностей»[28].
- 18 червня 2019 — біля Адміністрації Президента України вшанували річницю побиття людей, що торік перекрили дороги, перешкоджаючи проведенню правозахисної акції «КиївПрайд». Кілька сотень людей прийшли до офісу Зеленського, вимагаючи покарати причетних до події та не допустити повторенню подібного[29][30].
- 22-23 червня 2019 — Київ. Акція «Всеукраїнська варта на захист сімей і дітей»[31].